# Hildegard Grunert
Hildegard Bartoschek-Grunert (* 20. Juni 1920 in Soldin/Mark Brandenburg, heute Myślibórz, Polen; † 24. April 2013 in Waldbrunn) war eine deutsche Malerin und Keramikerin. 

## Künstlerischer Werdegang
Früh zeigte sich bei Hildegard Grunert ein Talent im Malen und Zeichnen, was sie in ihrem ersten Beruf als Kartographin schulen konnte. Nach dem Zweiten Weltkrieg im Sauerland ansässig, verdiente sie ihren Lebensunterhalt, dank ihrer handwerklich-technischen und künstlerischen Doppelbegabung, mit kunstgewerblichen Arbeiten. 
Hier entdeckte der Maler Emil Bartoschek – ein ehemaliger Schüler von Johannes Itten am Bauhaus Weimar und von Otto Mueller an der Kunstakademie in Breslau – ihre außerordentliche Fähigkeit zu künstlerischer Gestaltung und gab ihr von 1946 bis 1948 Mal- und Zeichenunterricht. 
1949 zog Hildegard Grunert nach Köln, um ein Keramikstudium an den Kölner Werkschulen bei den Professoren Dominikus Böhm, Wolfgang Wallner, dem Bildhauer Ludwig Gies und dem Keramik-Fachlehrer Georg Roth zu beginnen. 1951 zog auch Emil Bartoschek nach Köln und wurde ihr Lebensgefährte. Grunert beendete ihr Kunststudium 1952.
1957 eröffnete sie in Köln eine eigene Keramikwerkstatt und zeigte in mehreren Kölner Ausstellungen und Galerien ihre Keramikbilder in Glasurmalerei sowie eigenwillige Gefäßkeramik.
Studien in Frankreich und Italien haben einen Niederschlag in manchen ihrer Werke hinterlassen. Weitere Studienreisen führten sie nach Ägypten, in den Sudan, nach Griechenland, in die Türkei und nach Spanien.

## Spezielle Keramiktechnik
Einflüsse der romanischen Kunst kann man in der Porzellanmalerei auf Tellern bemerken oder bei ihrer keramischen Malerei, wo sie große Bildkompositionen auf Tonplatten oder auch auf Kacheln, die zuerst auf Bildgröße zusammensetzt werden, aufträgt (Im Brennofen muss jede Kachel dann einzeln wieder gebrannt werden). Nach dem Brand wird das Bild mit den Kacheln dann fertig zusammengefügt, wenn der Brand zufriedenstellend geglückt ist. Hildegard Bartoschek-Grunert beherrscht diese komplizierte Technik. Um solche Kachelbilder auf Tonplatten (gebrannt oder ungebrannt) zu malen, bedarf es einer sicheren Zeichentechnik, dazu aber auch die Fähigkeit des „Blindmalens“, denn die dafür selbst hergestellten Glasuren sind im Rohzustand anders als nach dem Brand. Die Künstlerin muss daher bereits vor dem Brand das später farbige Bild genau im Hinterkopf haben. Manchmal zeigen sich da überraschende Ergebnisse. Jeder Brand wird immer zum Erlebnis. 1960 veröffentlichte die internationale Keramikzeitschrift für Technik, Wissenschaft und Kunst, Lübeck, einen bebilderten Beitrag über ihre Technik. Diese Kunstfertigkeit brachte ihr 1962 auch einen großen Auftrag einer Kölner Firma ein, deren Eingangshalle sie mit Springbrunnen, einer Wand mit Keramikbildplatten und Firmenwappen ausgestaltete.

## Arbeiten nach der Natur
Zur Ausbildung des Keramikstudiums gehörte auch die Dekorative Malerei, das Malen und Zeichnen nach der Natur von Tieren, Vögeln, Pflanzen und Blumen im Botanischen Garten in Köln und im Museum Koenig in Bonn. In der Klasse für Dekorative Malerei von Prof. Schröder lernte sie die Darstellung Ornamentik, deren erste Entwürfe in Köln 1950 in der Werkbundausstellung in den Kölner Messehallen gezeigt und von der Firma Rasch, Hannover, aufgekauft wurden.

## Weitere Arbeiten
Sie modellierte Plastiken, bebilderte Teller mit Fayence- und Majolikamalerei, arbeitete an Ölbildern, Aquarellen, Radierungen, Kupferdrucken und Kreidezeichnungen. Unter anderem konnte sie in der Ausstellung „Deutsches Kunsthandwerk“ und in mehreren Galerien ihre Werke zeigen. Das Geld zum Lebensunterhalt musste sie sich in einem pharmazeutischen Unternehmen in Köln und später im Verlag Kiepenheuer & Witsch verdienen. 1965 heirateten Hildegard Grunert und Emil Bartoschek und zogen sich nach Waldbrunn in den Westerwald zurück, um fernab von dem Trubel der Großstadt ungestört ihrer Kunst zu leben. Doch schon 1969 starb Emil Bartoschek. In all den Jahrzehnten künstlerischen Schaffens entstanden auch anspruchsvolle literarische Arbeiten, Gedichte, Essays, Reisebeschreibungen, Reflexionen. Hildegard Bartoschek-Grunert starb am 24. April 2013 in einem Altersheim in Waldbrunn. 

## Im Museum
Gemälde und Keramiken von Hildegard Bartoschek-Grunert sind in Waldbrunn-Ellar, im – von Walter Rudersdorf initiierten – Heimatmuseum Ludwig-Bös-Haus, und im Museum „Haus Brandenburg“ in Fürstenwalde/Spree zu sehen.

## Kunstkritiken
M. Koelmann schrieb am 14. November 1959 in der Kölnischen Rundschau über eine Ausstellung von Hildegard Grunert in der Evangelischen Bibliothek auf dem Ubierring in Köln:

„[…] die erste Ausstellung einer Künstlerin […], die anregt, mehr als nur eine kunstkritische Würdigung zu schreiben. Hildegard Grunert ist eine der ganz wenigen, vielleicht die einzige, die die seltene Kunst der keramischen Malerei beherrscht. […]“

M. Koelmann notierte zur Keramik-Ausstellung von Hildegard Grunert in der Galerie Thoma:

„[…] Sie ist zur großen, bildhaften Form gelangt und gestaltet Landschaften, Stileben, figürliche Bilder aus zusammengefügten, bemalten Keramikplatten. […] Auch ihre Schalen und Teller haben eine ganz eigene Note, erinnern ein wenig an pompejanische Fresken wie auch ihre Vasen und Krüge sehr eigene Formen aufweisen. […]“

Alfred T. Keil schrieb am 5. November 1976 im Weilburger Tagblatt über ihr Werk: 

„[…] unüberschaubar, diese  Vielfalt der Motive, der Techniken. […] Eine „tropische Impression“ ist auf eine Keramikplatte getupft und gespachtelt – mit der Fingerkuppe und mit dem Daumennagel: „mechanistisch“ zwar in der Technik, wuchernde Natur aber in der Wirkung. Die Stämme wirken auf den sezierenden Blick wie Spiralfedern, die Baumkronen wie Menschenhirn. […] Auf einer anderen Keramikplatte entstand eine Okkerlandschaft. Sie wirkt wie ein alter Druck und wie eine vergilbte Fotografie von der Welt nach der Atomkatastrophe: wahnsinnige Visionen, ästhetische Utopie. Der Vordergrund ist starr, Langsplittriges schießt in die Höhe, am Himmel hängen Wolken wie gedrehte, gefrorene Wäsche. Die Mitte bildet eine stille, stumme Wasserfläche. Der Horizont ist schwarz, durchzuckt von einem weißen Kardiogramm […] Weltraummotive und überall Buddhaköpfe und: Demeter-Lilith. Einmal in eine Kupferschale emailliert. Auf den ersten Blick eine Ikone, Goldränder umgeben dieses Antlitz, das den Betrachter nicht mehr loslassen will. Die Augen, so groß und blau, die Lippen so grün und gelb: brutalste und zarteste Sinnlichkeit, Demeter, die Göttin der Fruchtbarkeit und: Lilith, todbringende Schönheit des Weibs […]“

Sonja Diefenbach berichtet am 30. März 2008 im Weilburger Tagblatt in der Rubrik Das Portrait über Hildegard Bartoschek-Grunert:

„[…] Obwohl ihre beiden Standbeine, wie sie sagt, die Malerei und die Töpferei sind, versucht sie sich auch in anderen Richtungen: Plastiken, Tellermalerei, Radierungen und Scherenschnitte hängen in ihrem umgebauten Bauernhaus in Fussingen, dessen Räume wie ein kleines Museum hergerichtet sind. […]“

| Personendaten    | Personendaten                                      |
| ---------------- | -------------------------------------------------- |
| NAME             | Grunert, Hildegard                                 |
| ALTERNATIVNAMEN  | Bartoschek-Grunert, Hildegard (vollständiger Name) |
| KURZBESCHREIBUNG | deutsche Malerin und Keramikerin                   |
| GEBURTSDATUM     | 20. Juni 1920                                      |
| GEBURTSORT       | Soldin, Mark Brandenburg                           |
| STERBEDATUM      | 24. April 2013                                     |
| STERBEORT        | Waldbrunn                                          |